# Desmond Mason
Desmond Tremaine Mason (Waxahachie, Texas, 11 de outubro de 1977) é um ex-jogador de basquete profissional norte-americano que atuava como ala-armador na NBA. Jogou 8 temporadas na liga (2000-2009), teve passagens por grandes equipes, entre outras, Seattle SuperSonics, Oklahoma City Thunder e Milwaukee Bucks.

## Carreira

### Seattle SuperSonics
Mason jogou basquete universitário na Universidade Estado de Oklahoma, foi selecionado no Draft da NBA de 2000 pelos SuperSonics.
Em 2001, se tornou o primeiro jogador dos Sonics, a vencer o NBA Slam Dunk Contest (Campeonato de Enterradas da NBA). Após sua saída da equipe em 2003, a camisa de Mason número 24 foi aposentada, devido a ele ser o primeiro e único jogador na história da franquia a vencer o Campeonato de Enterradas.

## Estatísticas

### Temporada regular
| Ano     | Equipe           | PJ  | PT  | MPP  | %TC  | %3P  | %TL  | RPP | APP | ROB | TPP | PPP  |
| ------- | ---------------- | --- | --- | ---- | ---- | ---- | ---- | --- | --- | --- | --- | ---- |
| 2000–01 | Seattle          | 78  | 14  | 19.5 | .431 | .269 | .736 | 3.2 | .8  | .5  | .3  | 5.9  |
| 2001–02 | Seattle          | 75  | 20  | 32.3 | .464 | .271 | .848 | 4.7 | 1.4 | .9  | .4  | 12.4 |
| 2002–03 | Seattle          | 52  | 15  | 34.8 | .436 | .291 | .740 | 6.4 | 1.8 | .9  | .4  | 14.1 |
| 2002–03 | Milwaukee        | 28  | 25  | 34.0 | .474 | .294 | .765 | 6.7 | 2.4 | .7  | .4  | 14.8 |
| 2003–04 | Milwaukee        | 82  | 31  | 30.9 | .472 | .231 | .769 | 4.4 | 1.9 | .7  | .3  | 14.4 |
| 2004–05 | Milwaukee        | 80  | 71  | 36.2 | .443 | .125 | .802 | 3.9 | 2.7 | .7  | .3  | 17.2 |
| 2005–06 | NO/Oklahoma City | 70  | 55  | 30.0 | .399 | .167 | .682 | 4.3 | .9  | .6  | .2  | 10.8 |
| 2006–07 | NO/Oklahoma City | 75  | 75  | 34.3 | .452 | .000 | .663 | 4.6 | 1.5 | .7  | .3  | 13.7 |
| 2007–08 | Milwaukee        | 59  | 56  | 28.8 | .482 | .000 | .659 | 4.3 | 2.1 | .7  | .5  | 9.7  |
| 2008–09 | Oklahoma City    | 39  | 19  | 27.3 | .435 | .000 | .541 | 4.0 | 1.2 | .4  | .8  | 7.5  |
| 2009–10 | Sacramento       | 5   | 4   | 13.2 | .417 | .000 | .750 | 2.6 | .4  | .2  | .2  | 2.6  |
| Total   |                  | 643 | 385 | 30.5 | .449 | .260 | .740 | 4.5 | 1.6 | .7  | .3  | 12.1 |

### Playoffs
| Ano     | Equipe    | PJ | PT | MPP  | %TC  | %3P  | %TL  | RPP | APP | ROB | TPP | PPP  |
| ------- | --------- | -- | -- | ---- | ---- | ---- | ---- | --- | --- | --- | --- | ---- |
| 2001–02 | Seattle   | 5  | 5  | 41.0 | .421 | .333 | .588 | 6.2 | 1.8 | .8  | .4  | 11.8 |
| 2002–03 | Milwaukee | 6  | 6  | 34.0 | .509 | .000 | .710 | 7.0 | .8  | 1.0 | .7  | 13.0 |
| 2003–04 | Milwaukee | 5  | 5  | 39.6 | .338 | .000 | .846 | 4.8 | 2.4 | .8  | .4  | 14.4 |
| Total   |           | 16 | 16 | 37.9 | .414 | .111 | .730 | 6.1 | 1.6 | .9  | .5  | 13.1 |

## Prêmios e Homenagens
- campeão do NBA Slam Dunk Contest: 2000-01